# 두툽상어
두툽상어(학명: Scyliorhinus torazame 스킬리오르히누스 토라자메[*])는 흉상어목 두툽상어과에 딸린 흔한 물고기다. 태평양 북서부의 암초지대 해안에서 수심 320 미터 가량까지의 밑바닥에 사는 저서어이다. 신장은 최대 64 센티미터까지 자라며, 머리가 좁고 주둥이가 짧고 무디다. 비공과 입 사이에 홈이 없으며, 주름골은 하악에만 있고 상악에는 없다. 피부가 매우 거칠고, 등과 꼬리 가죽에 얼룩덜룩한 특유의 어두운 갈색 무늬가 있다. 좀 큰 개체에게서는 밝고 어두운 다양한 반점이 나타나기도 한다.
연체동물, 갑각류, 경골어류 등을 잡아먹는다. 난생으로, 암컷은 산란지에 피포성 알을 한 번에 두 개씩 낳는다. 수컷 생식기 기각에는 무수한 갈고리가 돋아 있으며 이 갈고리들은 교미를 할 때 사용되는 것 같다. 두툽상어는 사람에게 해롭지 않으며, 손쉽게 사육할 수 있고 생물학 연구의 모델 생물로도 사용된다. 어업 시 우연히 혼획되기도 하며, 이럴 경우 대개 버려진다. 어업활동이 그 개체수에 부정적 영향을 끼치지는 않는 것으로 보이며, 국제자연보호연맹(IUCN)은 두툽상어의 보존상태를 관심 불필요(Least Concern)로 책정했다.

## 분류
두툽상어가 처음으로 기재된 것은 1908년으로, 일본의 다나카 시게호가 도쿄 대학교 이학부 학회지에 관련 논문을 투고했다. 다나카는 두툽상어의 일본어 이름인 토라자메(일본어: 虎鮫, torazame)를 그대로 종명으로 명명했는데, 이는 "호랑이상어"라는 뜻이다. 모식표본은 일본 가나가와현 미우라시에서 잡힌 신장 45 센티미터의 수컷 개체이다. 다나카는 두툽상어의 속명을 카툴루스(Catulus)라고 명명했는데, 후대 연구자들이 스킬리오르히누스(Scyliorhinus)라고 재명명했다.

## 신체

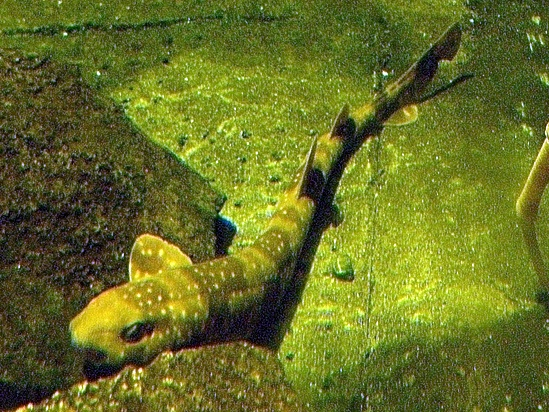
대형 두툽상어 개체는 어두운 등무늬에 밝은 점이 있는 경우가 있다

두툽상어는 신장 50 센티미터까지 자라며, 그 몸은 가늘면서도 견고하다. 좁은 머리가 전체 신장의 6분지 1 살짝 이하 정도를 차지하며, 머리의 너비가 길이의 3분지 2정도 된다. 주둥이는 짧고 둥글다. 큰 비공 앞에는 작은 삼각형 살점이 있으며, 이 살점은 입까지 닿지 않는다. 눈은 중간 정도 크기이며 가로로 찢어진 타원형이다. 눈의 순막(제3의 눈꺼풀)은 흔적기관 정도로 남아 있으며, 눈 뒤에는 기문이 있다. 비공과 입 사이에 홈은 없다. 입 구석에서 하악 쪽으로만 골이 있고 상악 쪽으로는 없다. 이빨은 작고, 그 중앙부가 뾰족하며 측면으로 그보다는 작은 돌출부가 한 쌍 삐죽하다. 아가미구멍은 다섯 쌍이며 짧고, 넷째 구멍 위로 가슴지느러미가 나 있다.
등지느러미는 두 개 나 있으며, 첫 번째 등지느러미의 뿌리는 배지느러미보다 뒤에 붙어 있다. 첫 번째 등지느러미는 끝이 둥글고 두 번째 등지느러미보다 크다. 두 번째 등지느러미는 보다 각진 모양이다. 가슴지느러미와 배지느러미의 크기는 중간 정도이다. 수컷의 경우 배지느러미 둘이 뿌리 근처에서 합쳐지면서 길쭉한 원통 모양의 교미기를 앞치마처럼 덮는다. 뒷지느러미 뿌리는 등지느러미들의 사이쯤에 위치해 있다. 꼬리자루는 몸통만큼 깊숙하며, 그 끝에는 낮은 꼬리지느러미가 달려 있다. 꼬리지느러미의 아래엽은 구분이 희미하며, 윗엽 끝 근처에 삼각형 홈이 있다. 피부는 두껍고 매우 거칠다. 피치는 매우 크고 뒤쪽으로 구부러진 이빨 세 줄과 함께 꼿꼿이 서 있다. 등면과 옆면은 갈색 바탕에 어두운 무늬가 6 ~ 10개 정도 있다. 배면은 무늬 없이 노랗다. 대형 개체는 등면에 불규칙한 모양의 밝고 어두운 반점이 있다.

## 분포
두툽상어는 태평양 북서부, 일본·한국·중국 해안에 흔하며, 필리핀에도 분포할 가능성이 있다. 해저 바닥에 사는 저생성 생물로서 해안가에서 수심 320 미터의 대륙붕 및 대륙사면 상층에 걸쳐 분포한다. 바위투성이 암초를 선호하며, 이리저리 회유하는 것 같지는 않다.

## 생태

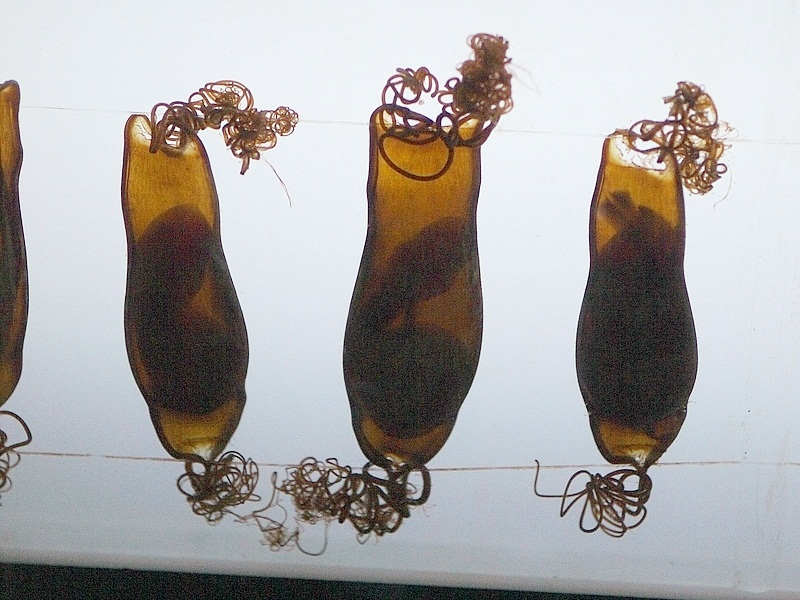
배아가 비쳐 보이는 두툽상어의 알집

두툽상어는 주로 연체동물을 먹으며, 그 외에 갑각류, 경골어류도 먹는다. 두툽상어의 천적은 복상어(Cephaloscyllium umbratile)이다. 복상어는 두툽상어 개체 뿐 아니라 그 알집도 먹는다. 두툽상어에 기생하는 기생충으로는 클로로믹숨 스킬리오르히눔(Chloromyxum scyliorhinum)이라는 점액포자충이 있다. 생식 방법은 난생이다. 성숙한 암컷은 난소가 한 개, 난관이 두 개 있다. 교미를 하기 전에 수컷은 암컷의 가슴지느러미, 옆면, 아가미를 물어뜯는다. 그 뒤 자기 몸으로 암컷을 감싸고 교미기를 총배설강에 삽입한다. 흘레 지속시간은 15초 ~ 4분 사이이다. 수컷의 교미기는 안쪽 가장자리를 따라 백여 개의 갈고리가 한 줄로 돋아 있다. 이 갈고리는 흘레를 붙는 도중에 암수의 결합을 유지시키는 역할을 한다. 암컷은 정액을 난포선에 수 개월간 저장할 수 있다.
암컷은 한 번에 두 개의 난관으로 각각 하나씩 알을 두 개 낳는다. 알은 부드러운 투명한 황색의 꽃병 모양 알집에 싸여 있다. 알집의 크기는 가로 1.9 센티미터, 세로 5.5 센티미터이다. 알집의 네 모서리에는 덩굴 모양의 돌기가 길쭉하니 돋아 있다. 알은 정해진 산란지에 낳는데, 하코다테의 수심 100 미터 지점에서 산란지가 하나 발견된 바 있다. 배아의 신장이 3.6 센티미터에 달하면 외부 아가미와 아직 발달이 덜 끝난 지느러미를 확인할 수 있으며, 아직 몸에 색소는 없다. 배아의 신장이 5.8 센티미터에 달하면 외부 아가미가 거의 사라지고, 작은 비늘들이 몸을 덮기 시작한 것이 보인다. 신장이 7.9 센티미터에 달하면 지느러미와 색소가 제대로 발달했으며, 크기를 제외하면 겉보기에 성체와 거의 비슷해진다. 알이 부화하는 데는 수온 11.3 °C (52.3 °F)에서 15개월, 수온 14.5 °C (58.1 °F)에서 7 ~ 9개월이 걸린다. 막 부화한 새끼 상어의 신장은 8 센티미터 이상이다. 생식이 가능한 성체의 신장은 수온이 내려감에 따라 증가하는 경향이 있다. 하코다테 같은 북쪽에서는 암수가 모두 신장 38 센티미터쯤에서 성숙하며, 일부 암컷은 신장 47 센티미터가 넘어도 성숙하지 않기도 한다. 반면 대마도 부근의 남쪽에서는 암수가 모두 신장 33 센티미터쯤에서 성숙한다. 최대수명은 12년 이상이다.

## 인간과의 상호작용

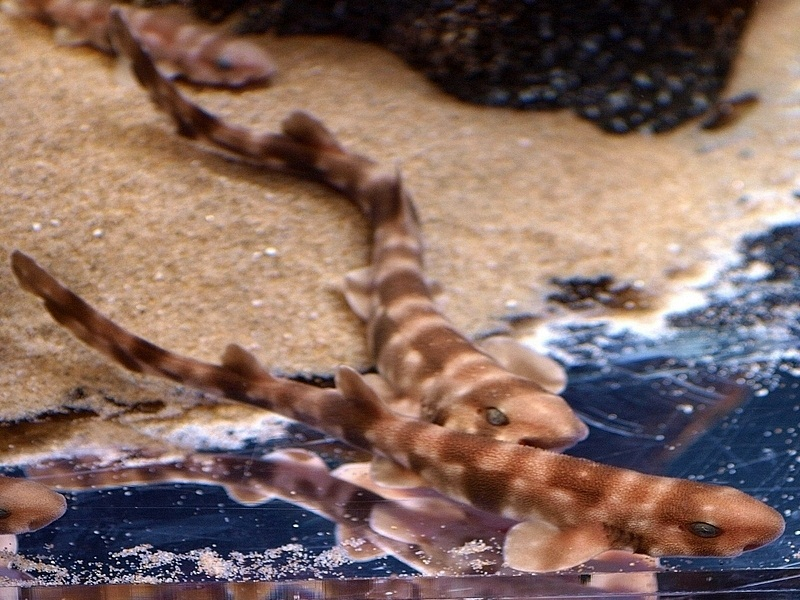
수족관의 어린 두툽상어 개체들.

두툽상어는 인간에게 무해하며, 사육 환경에 잘 적응하고, 수족관에서 번식도 이루어진다. 생리학 연구에서 모델 생물로 사용되는 일이 흔하다. 1995년 9월 25일, 모토야시 야스다와 동료들은 두툽상어를 이용해 연골어류 최초의 인공수정에 성공했다. 트롤, 자망, 주낙 등 바다 바닥을 긁어내는 그물로 어업 활동을 하다가 두툽상어가 혼획되는 경우가 종종 있다. 이렇게 잡힌 두툽상어는 대개 도로 바다에 버려지는데, 몸이 단단하기에 그 생존률은 높은 것으로 생각된다. 일본 야마구치현에서는 바다에 버려지는 물고기 중 40%가 두툽상어이다. 후쿠시마현에서는 트롤 어망으로 연간 1톤 이상의 두툽상어가 포획되는데, 이 녀석들 역시 마찬가지로 버려진다.
서식지가 주요 어업지역임에도 불구하고 두툽상어는 흔한 개체수를 유지하고 있다. 아마 다른 상어들보다 생식력이 뛰어난 탓인지도 모른다. 그런 이유로 국제자연보전연맹(IUCN)은 두툽상어를 관심 불필요(Least Concern)종으로 분류했다. 일본 곳곳에서 포획된 두툽상어들이 폴리염화 바이페닐(PCB), 디클로로디페닐디클로로에틸렌(DDE)에 오염되어 있음이 밝혀졌는데, 먹이로부터 생물농축이 이루어진 것으로 보인다. 남아시아의 개발도상국에서 방류된 살충제 DDT가 이러한 오염물질의 원인 후보 중 하나로 꼽힌다.